# خماسي كبريتيد الفسفور
خماسي كبريتيد الفوسفور هو مركب كيميائي من الكبريت والفوسفور ينتمي إلى كبريتيدات الفوسفور، وصيغته P4S10، والتي يمكن كتابتها على الشكل P2S5. يوجد المركب على شكل صلب بلوري أصفر اللون.

## التحضير
يمكن أن يحضر المركب من التفاعل المباشر بين العنصرين المكونين وهما الكبريت والفوسفور عند درجات حرارة تصل إلى 300 °س. كان برسيليوس أول من قام بتفاعل التحضير هذا سنة 1843.

## الخواص
يوجد المركب في الشروط القياسية على شكل صلب بلوري أصفر اللون، وتبدو العينات التجارية منه ذات لون أخضر مائل إلى الرمادي بسبب وجود الشوائب. يتفاعل هذا المركب مع الماء ليعطي حمض الفوسفوريك بالإضافة إلى كبريتيد الهيدروجين:
{\displaystyle {\ce {P4S10 + 16 H2O -> 4 H3PO4 + 10 H2S}}}
كما يتفاعل مع مذيبات عضوية أخرى مثل الكحولات وثنائي ميثيل السلفوكسيد وثنائي ميثيل فورماميد؛ ولكنه بالمقابل ينحل في ثنائي كبريتيد الكربون.
للمركب بنية جزيئية رباعية السطوح شبيهة ببنية الأدامانتان، وهي قريبة جداً من بنية خماسي أكسيد الفوسفور.

## الاستخدامات
يستخدم خماسي كبريتيد الفوسفور في عدة تطبيقات مثل دخوله مادة بادئة في صناعة المبيدات الحشرية، مثل باراثيون ومالاثيون.